# Chiesa di San Giorgio (Porto San Giorgio)
La chiesa di San Giorgio è la parrocchiale di Porto San Giorgio, in provincia di Fermo. Sorge nell'omonima piazza San Giorgio.

## Storia e descrizione
Di antica origine, venne demolita nel 1803 per ingrandirla in seguito all'incremento demografico della cittadina. Venne completata nel 1834 circa.
Preceduta da una gradinata, la chiesa ha un vasto interno è a tre navate, divise da colonne binate. In questa chiesa, nella cappella Salvadori, si trovava il Polittico di Porto San Giorgio di Carlo Crivelli (1470), smembrato all'epoca della ricostruzione della chiesa e oggi disperso in istituzioni museali europee ed americane.